# Walsura
Walsura es  un género botánico de plantas fanerógamas con 50 especies descritas y de estas, solo 2 aceptadas, pertenecientes a la familia Meliaceae.

## Taxonomía
El género fue descrito por William Roxburgh y publicado en Flora indica; or, descriptions of Indian Plants 2: 386. 1832. La especie tipo es: Walsura piscidia Roxb.

## Algunas especies aceptadas
A continuación se brinda un listado de las especies del género Walsura aceptadas hasta junio de 2014, ordenadas alfabéticamente. Para cada una se indica el nombre binomial seguido del autor, abreviado según las convenciones y usos.
- Walsura pinnata Hassk.
- Walsura robusta Roxb.